# Łukowo (Białoruś)
Łukowo (biał. Лукава, Łukawa; ros. Луково, Łukowo) – agromiasteczko na Białorusi, w obwodzie brzeskim, w rejonie małoryckim, w sielsowiecie Łukowo, nad jeziorem Łukowo.
Siedziba parafii prawosławnej; znajdują się tu cerkiew pw. Łukowskiej Ikony Matki Bożej i kaplica pw. Objawienia Matki Bożej.
W pobliżu znajduje się Rezerwat Biologiczny Łukowo.

## Historia
W dwudziestoleciu międzywojennym leżało w Polsce, w województwie poleskim, w powiecie brzeskim, w gminie Wielkoryta. Po II wojnie światowej w granicach Związku Sowieckiego. Od 1991 w niepodległej Białorusi.